# Teluk Buntal
Teluk Buntal is een bestuurslaag in het regentschap Meranti-eilanden van de provincie Riau, Indonesië. Teluk Buntal telt 957 inwoners (volkstelling 2010).